# Linea M2 (metropolitana di Budapest)
La linea M2 è una linea della metropolitana di Budapest. Viene indicata sulla piantina delle linee con il colore rosso ed è composta da 11 stazioni distribuite su 10,3 km di lunghezza complessiva, attraversando la città in senso ovest-est.

## Storia
I primi progetti per l'attuale seconda linea linee sono stati fatti nel 1942, e il Consiglio dei Ministri ha emanato il decreto nel 1950. La Metro 2 è stata originariamente progettata per collegare due principali stazioni ferroviarie, Keleti pályaudvar (Orientale) e Déli pályaudvar (Meridionale). La prima sezione tra Deák Ferenc tér e Népstadion (oggi stadio Ferenc Puskás), è stata portata a termine nel 1954, la seconda sezione nel tra il Déli pályaudvar e Deák Ferenc tér nel 1955. La costruzione è stata sospesa per ragioni finanziarie e politiche dal 1954 fino al 1963, con delibera del partito socialista operaio ungherese si è deciso di riavviare la costruzione durante il congresso del partito nel 1959. Dopo il blocco, la terza sezione è stata aperta con sette stazioni, il 4 aprile del 1970 e la quarta ed ultima sezione nel 1972. la sezione orientale è stata estesa a Örs vezér tere, invece di Népstadion. Le operazioni sono iniziate nel 1970 con convogli di tre vagoni, portati a 4 vagoni subito dopo. Ci sono cinque treni circolanti in entrambe le direzioni sulla linea 2 dal 1972. Una grande ristrutturazione della linea e delle stazioni è stata fatta tra il 2004 e il 2008, con nuovi treni entrati in servizio nel 2010.

## Galleria d'immagini

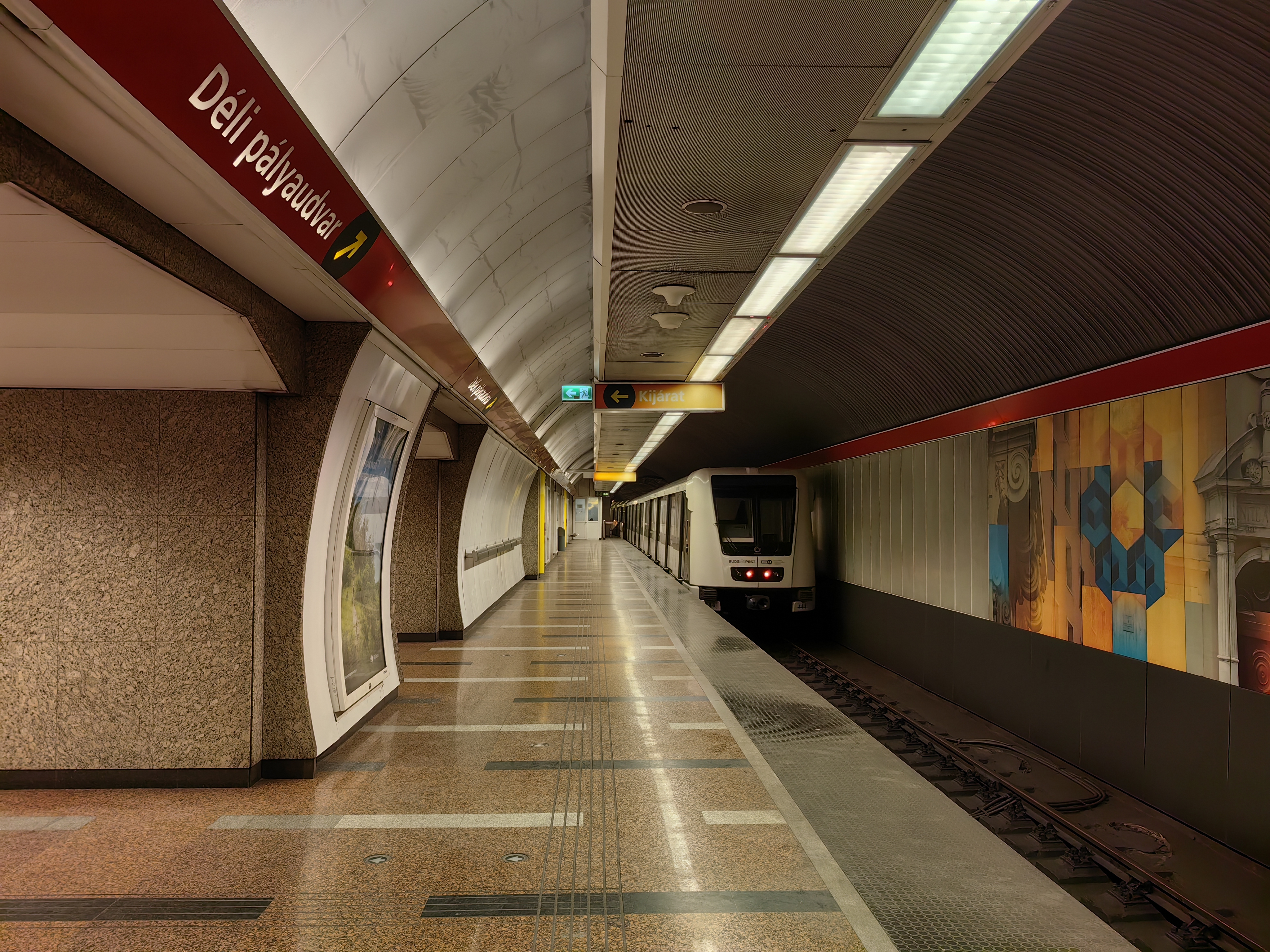
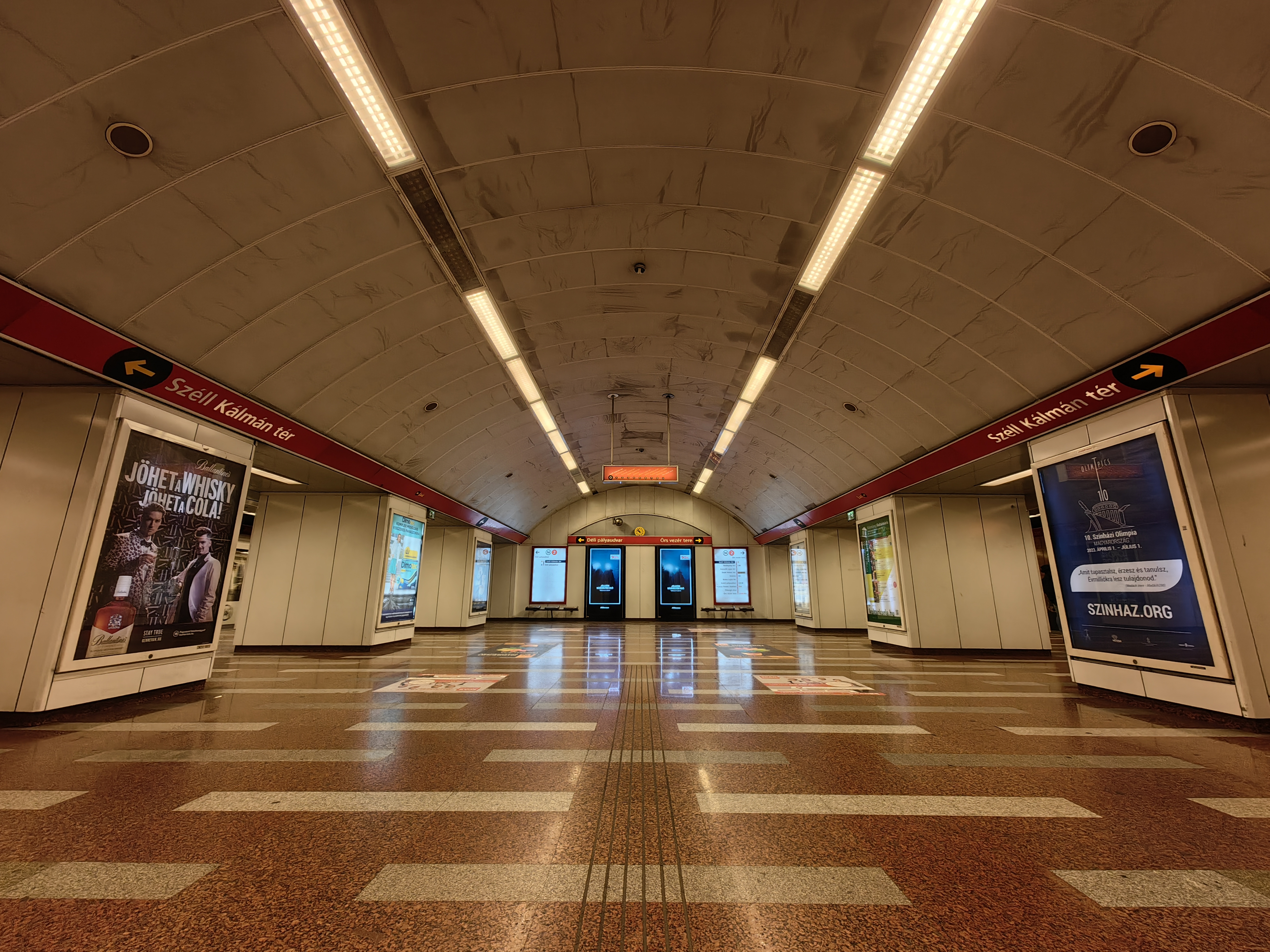
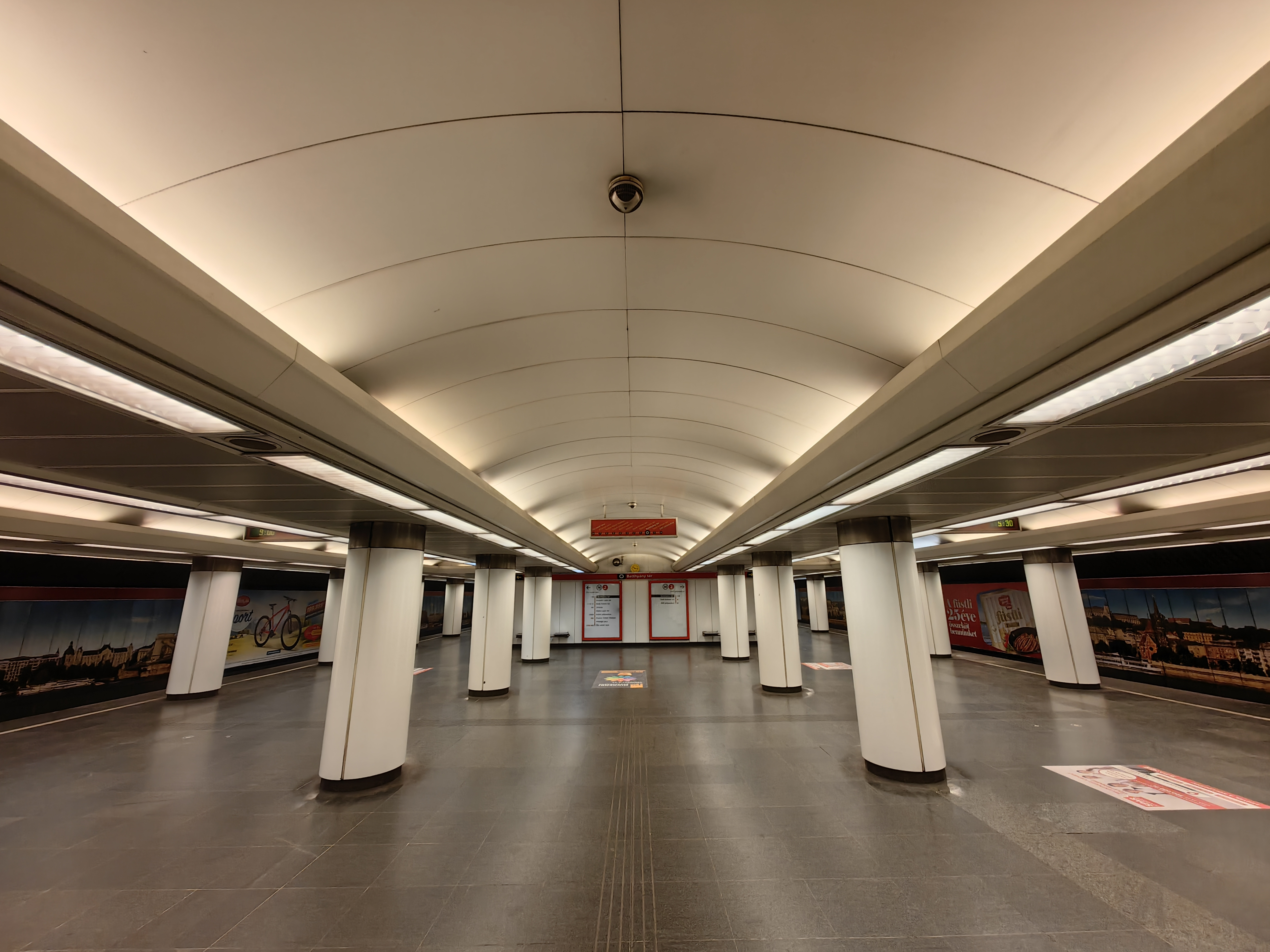
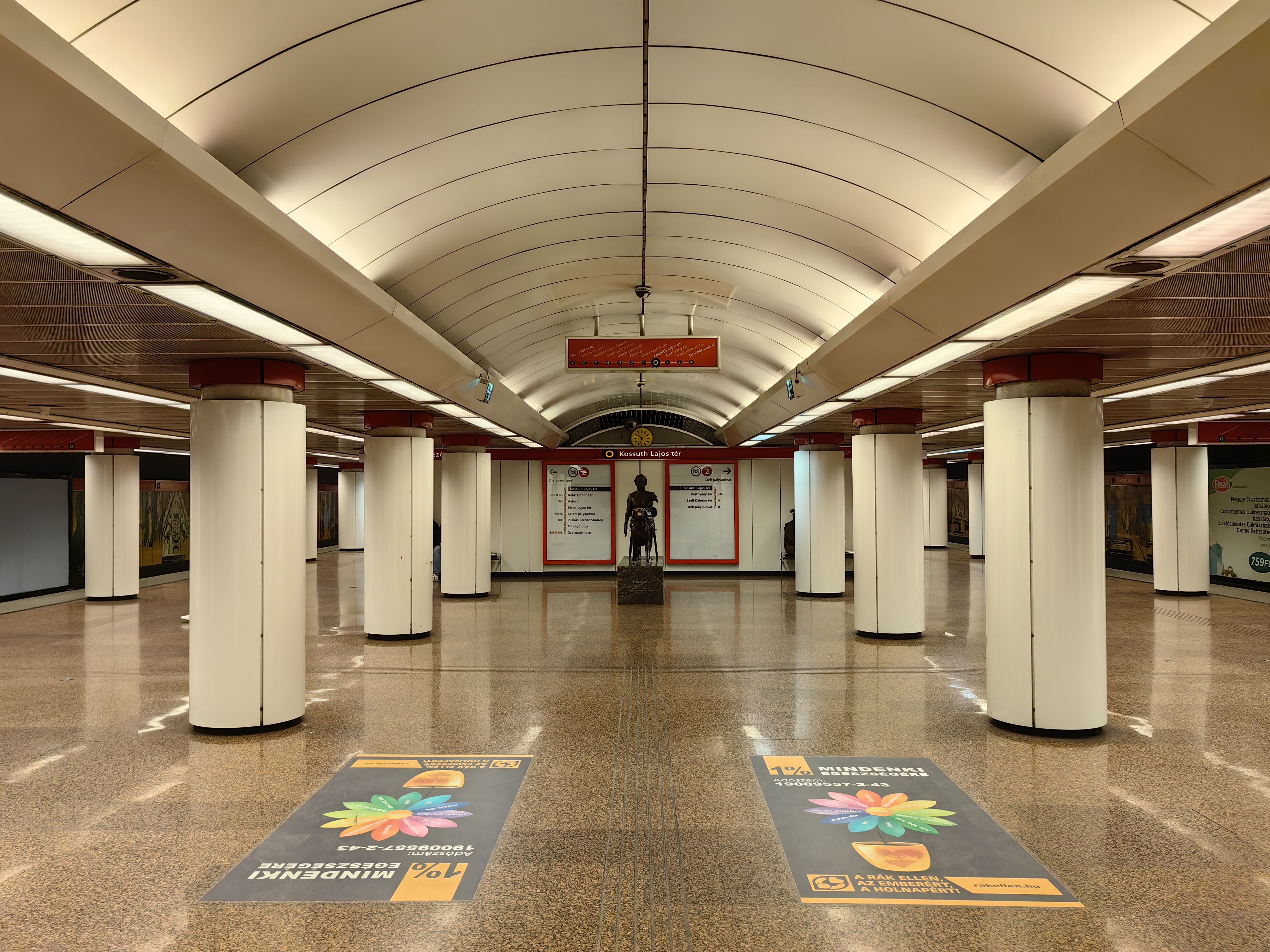
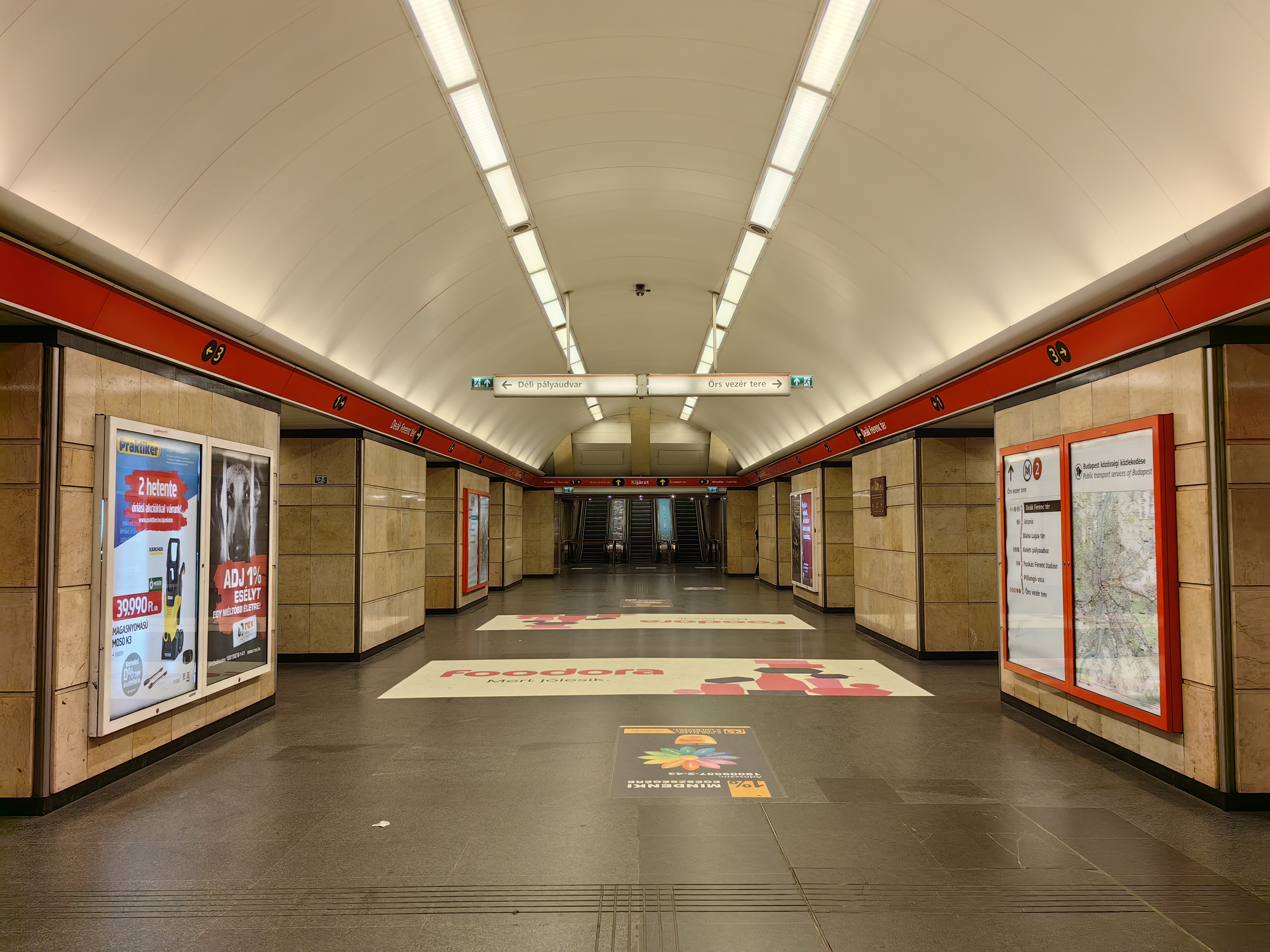
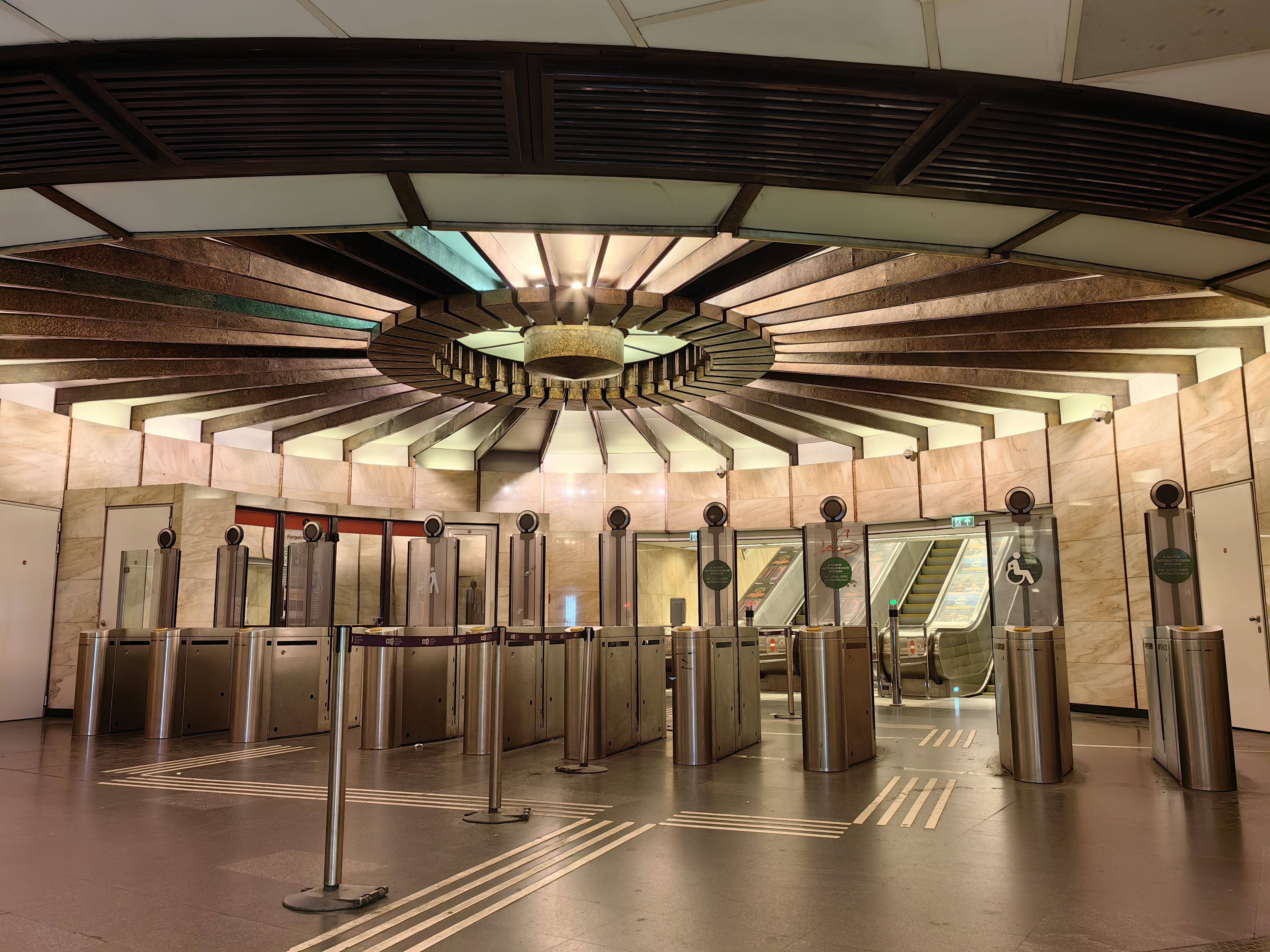
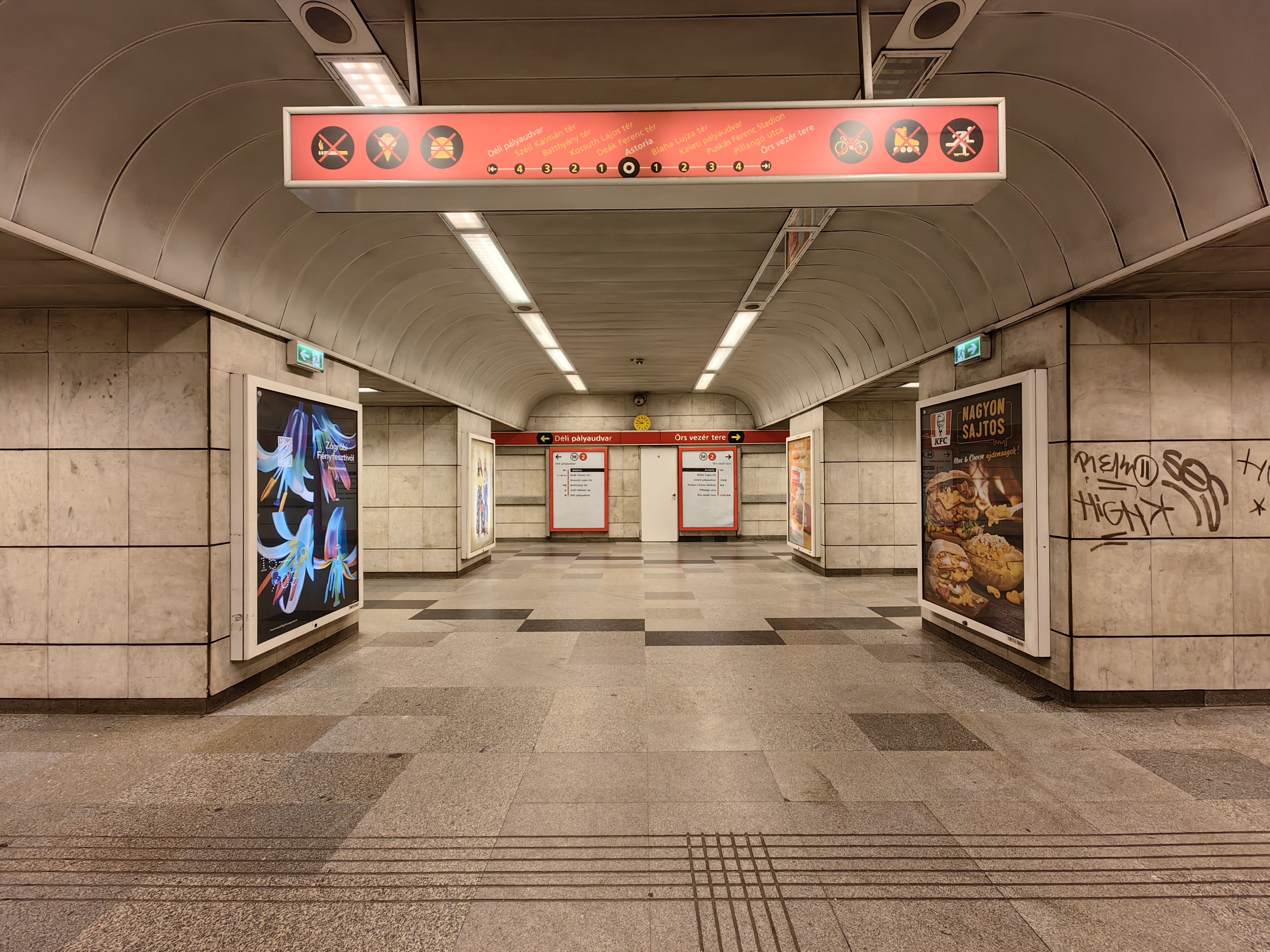
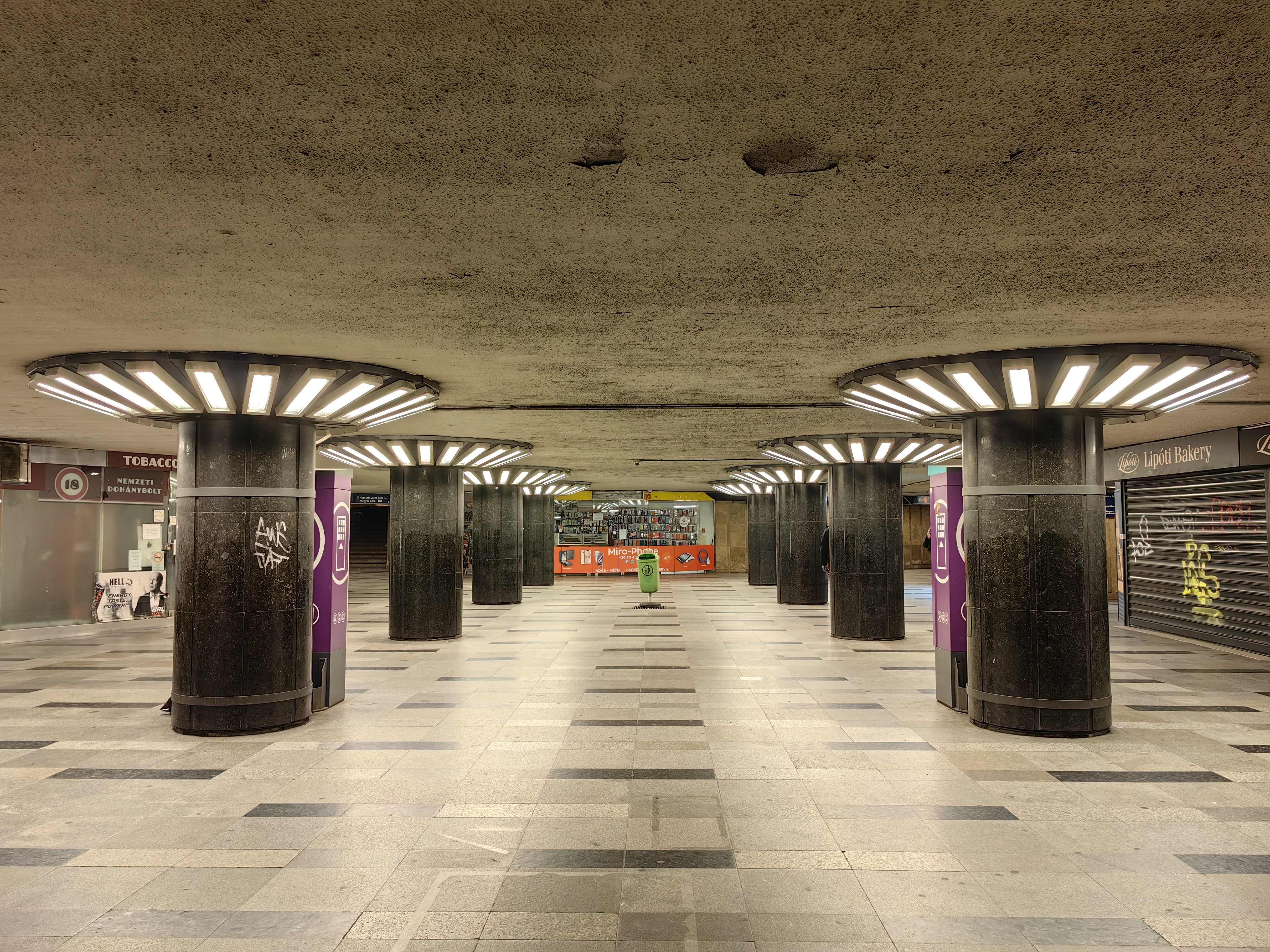
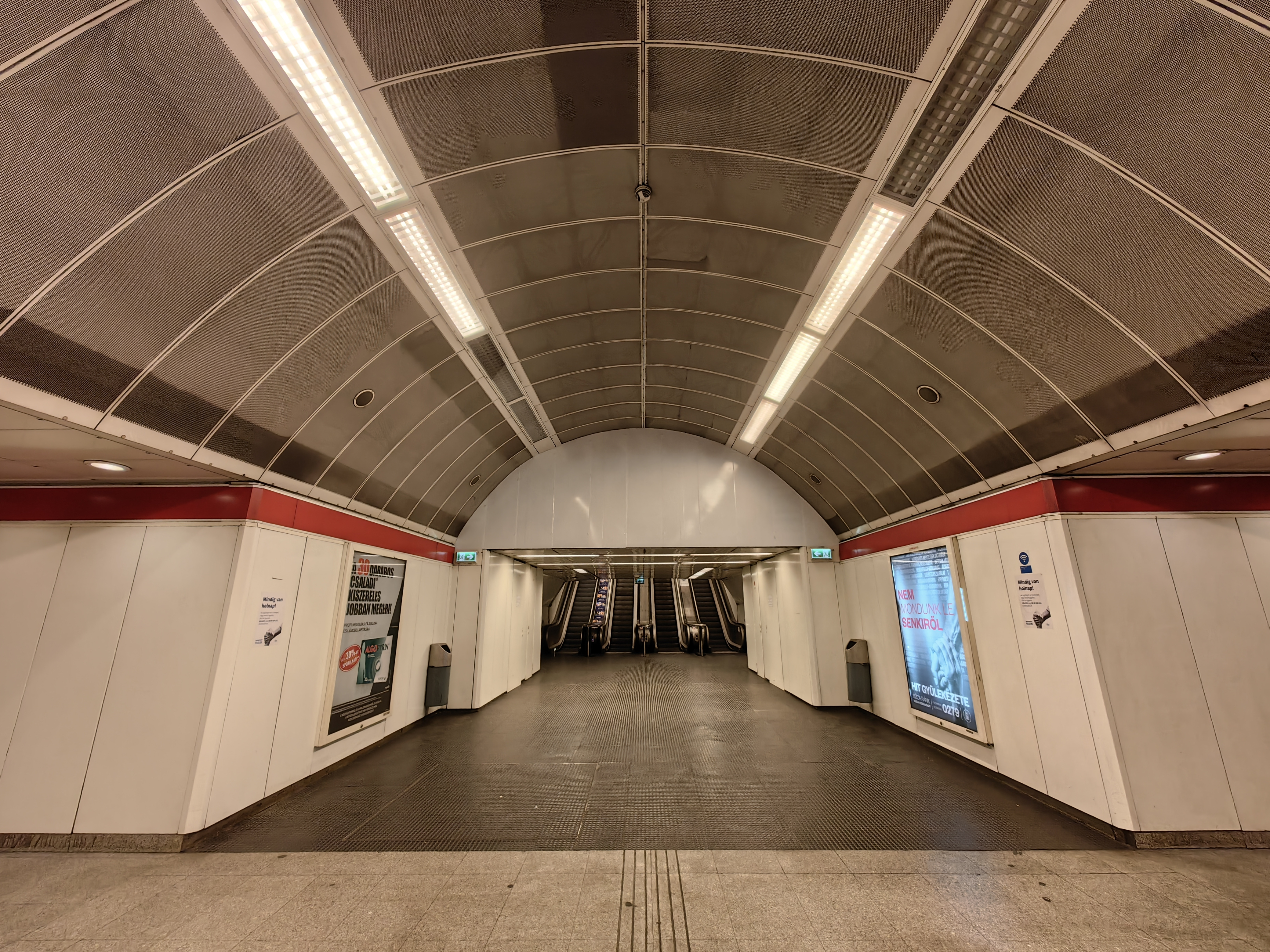
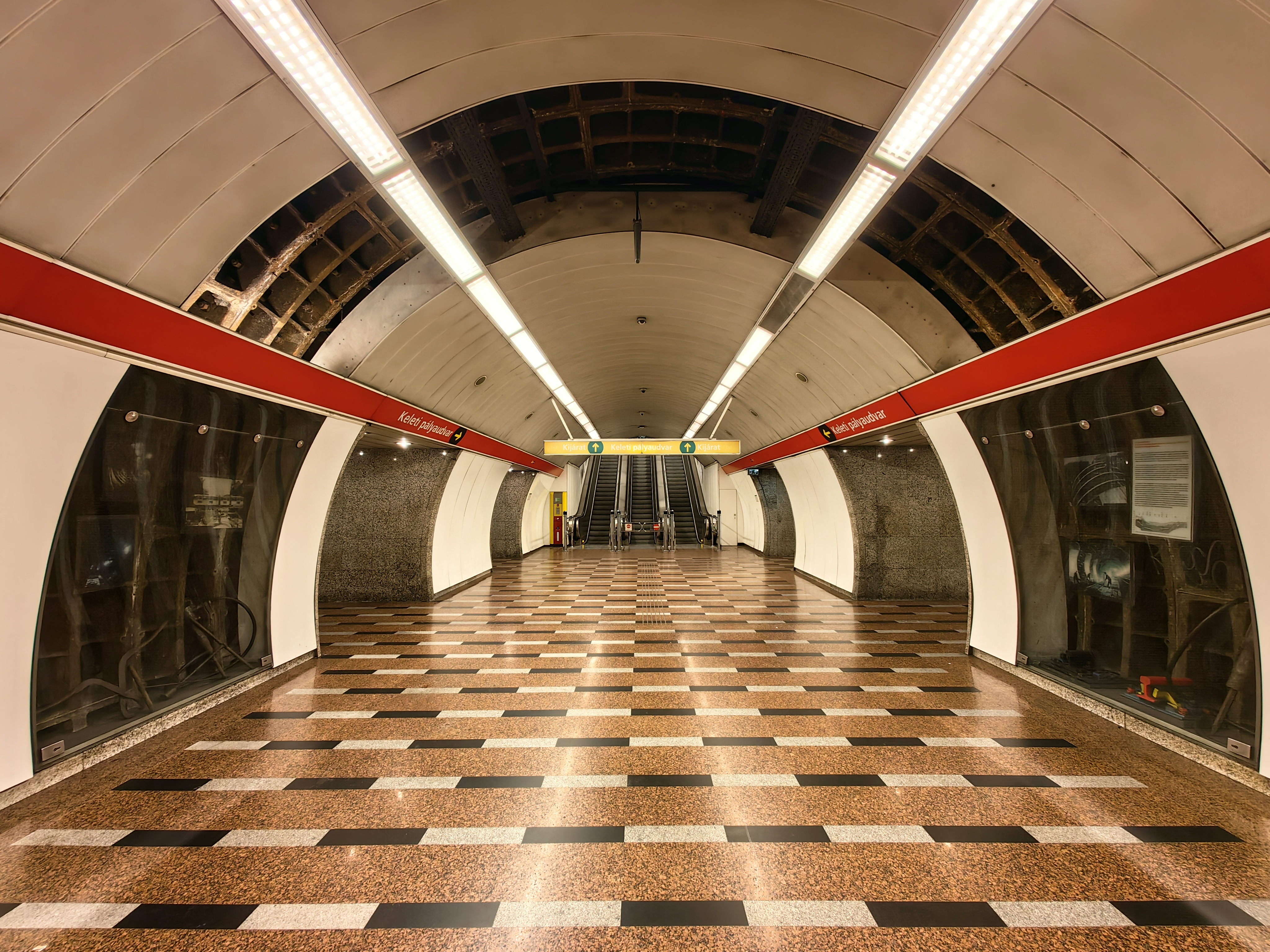
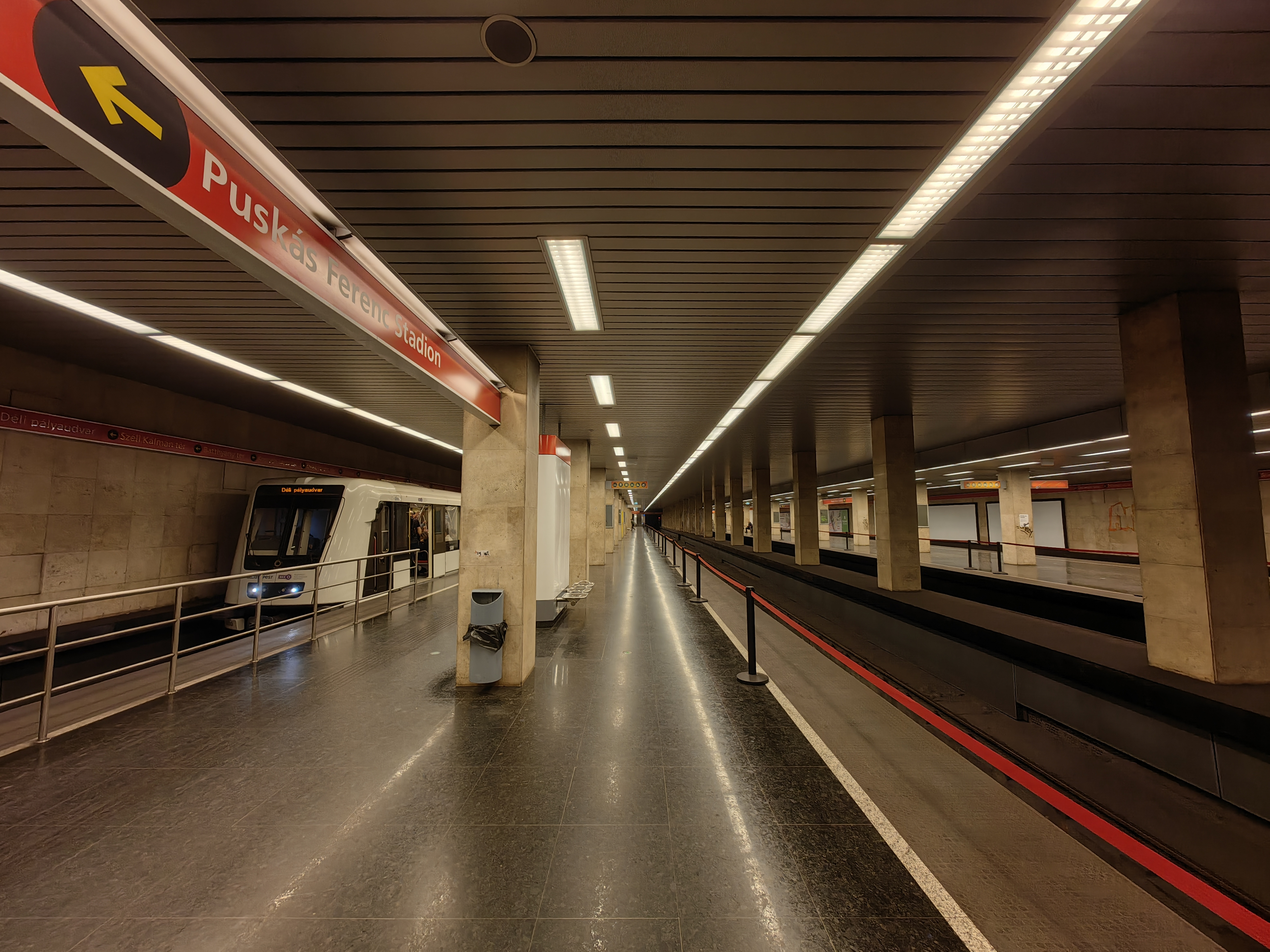
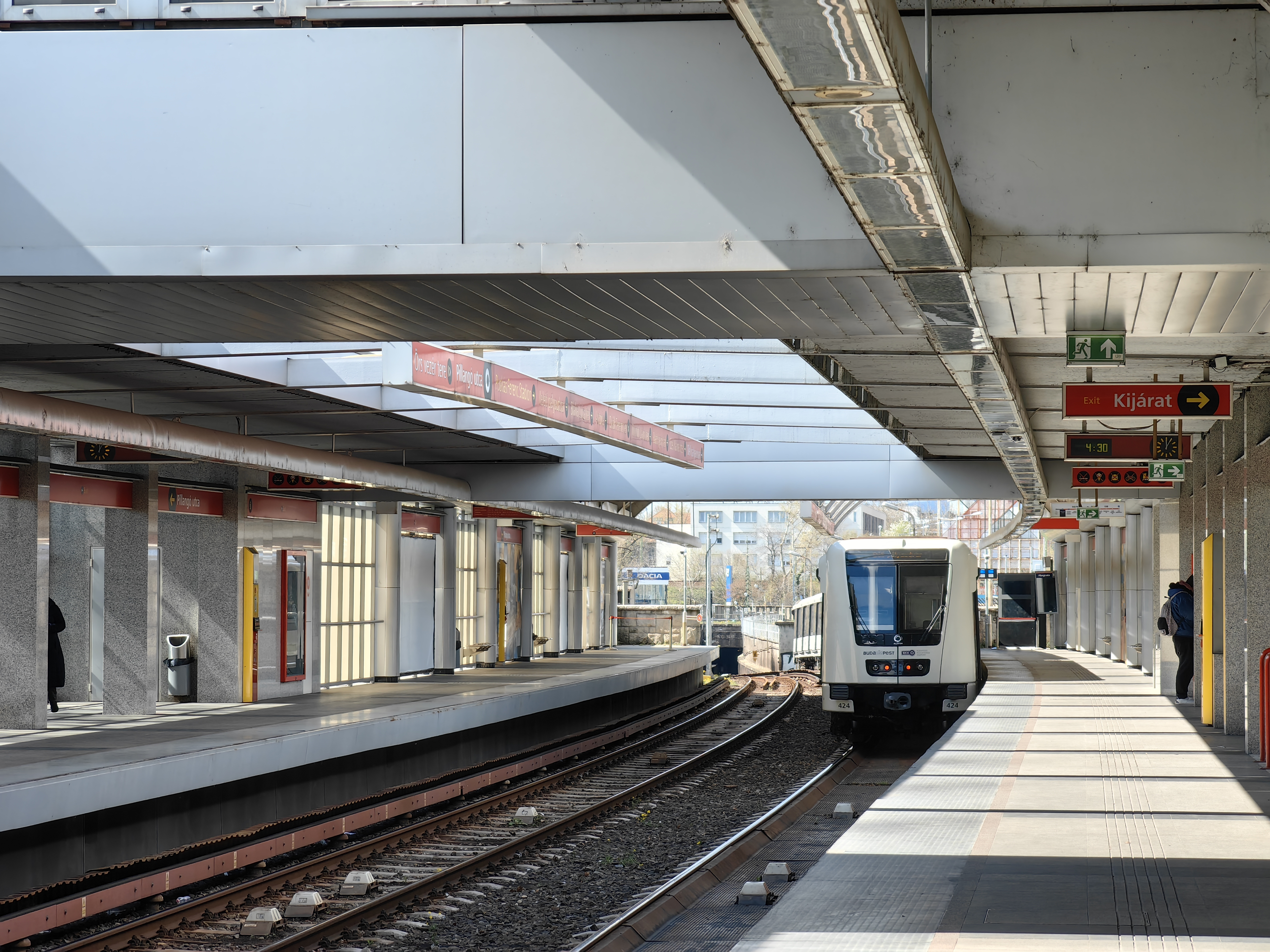
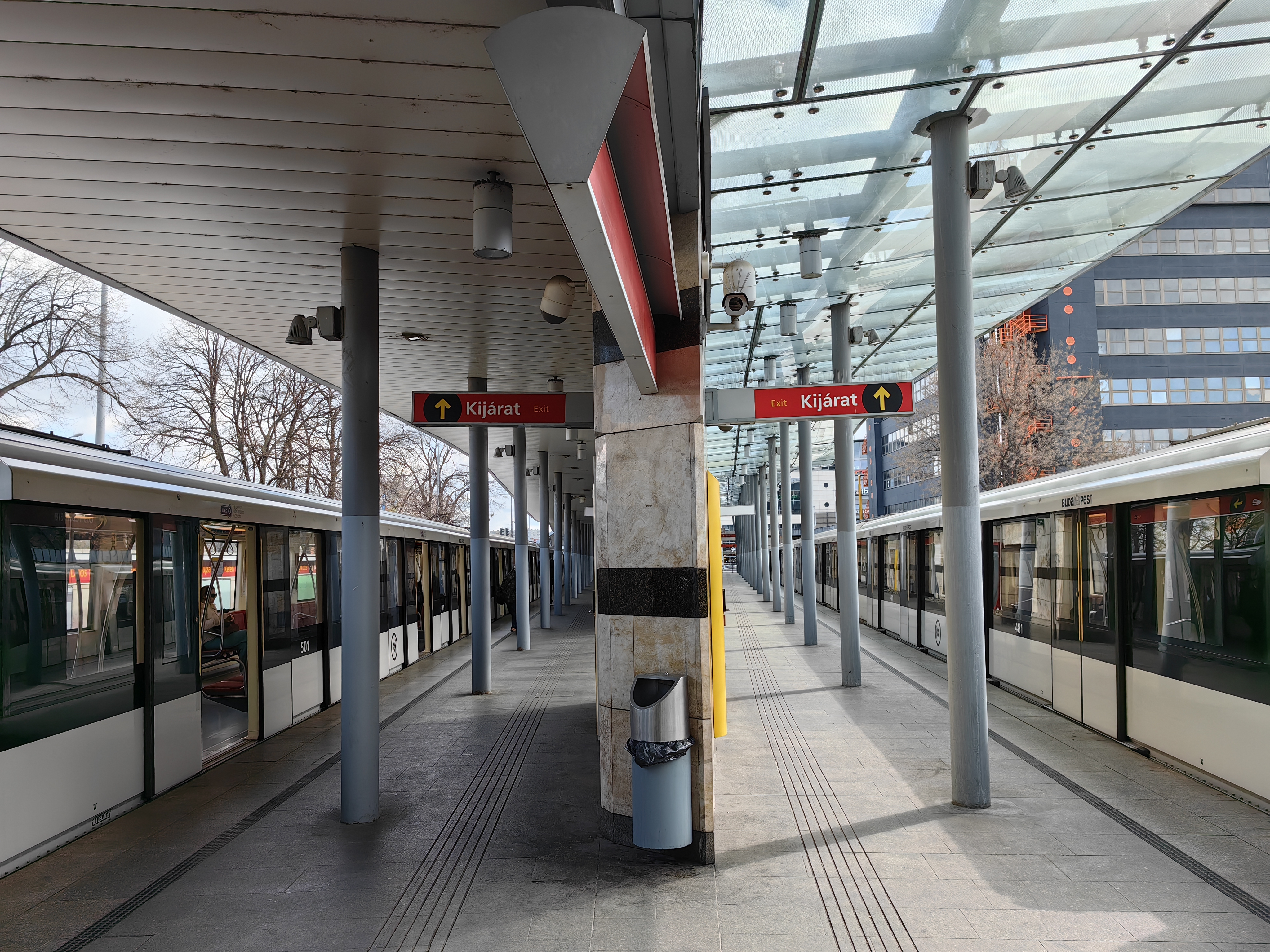